# Villers-aux-Nœuds
Villers-aux-Nœuds és un municipi francès, situat al departament del Marne i a la regió del Gran Est. L'any 2007 tenia 178 habitants.

## Demografia

### Població
El 2007 la població de fet de Villers-aux-Nœuds era de 178 persones. Hi havia 69 famílies, de les quals 8 eren unipersonals (8 homes vivint sols), 37 parelles sense fills i 24 parelles amb fills.
La població ha evolucionat segons el següent gràfic:
Habitants censats

### Habitatges
El 2007 hi havia 72 habitatges, 68 eren l'habitatge principal de la família, 1 era una segona residència i 3 estaven desocupats. Tots els 71 habitatges eren cases. Dels 68 habitatges principals, 57 estaven ocupats pels seus propietaris, 9 estaven llogats i ocupats pels llogaters i 2 estaven cedits a títol gratuït; 2 tenien tres cambres, 8 en tenien quatre i 58 en tenien cinc o més. 60 habitatges disposaven pel capbaix d'una plaça de pàrquing. A 24 habitatges hi havia un automòbil i a 42 n'hi havia dos o més.

### Piràmide de població
La piràmide de població per edats i sexe el 2009 era:
| Homes | Edats   | Dones |
| ----- | ------- | ----- |
| 0     | 95 o +  | 0     |
| 0     | 90 a 94 | 0     |
| 4     | 85 a 89 | 0     |
| 0     | 80 a 84 | 4     |
| 4     | 75 a 79 | 4     |
| 4     | 70 a 74 | 4     |
| 0     | 65 a 69 | 0     |
| 4     | 60 a 64 | 4     |
| 8     | 55 a 59 | 4     |
| 8     | 50 a 54 | 12    |
| 4     | 45 a 49 | 0     |
| 4     | 40 a 44 | 4     |
| 8     | 35 a 39 | 4     |
| 12    | 30 a 34 | 24    |
| 4     | 25 a 29 | 0     |
| 0     | 20 a 24 | 0     |
| 4     | 15 a 19 | 12    |
| 4     | 10 a 14 | 8     |
| 16    | 5 a 9   | 0     |
| 8     | 0 a 4   | 12    |

## Economia
El 2007 la població en edat de treballar era de 111 persones, 86 eren actives i 25 eren inactives. De les 86 persones actives 81 estaven ocupades (42 homes i 39 dones) i 5 estaven aturades (1 home i 4 dones). De les 25 persones inactives 11 estaven jubilades, 6 estaven estudiant i 8 estaven classificades com a «altres inactius».

### Ingressos
El 2009 a Villers-aux-Nœuds hi havia 67 unitats fiscals que integraven 161 persones, la mediana anual d'ingressos fiscals per persona era de 27.962 €.

### Activitats econòmiques
Dels 8 establiments que hi havia el 2007, 2 eren d'empreses de fabricació d'altres productes industrials, 4 d'empreses de construcció, 1 d'una empresa de comerç i reparació d'automòbils i 1 d'una entitat de l'administració pública.
Dels 6 establiments de servei als particulars que hi havia el 2009, 1 era un taller de reparació d'automòbils i de material agrícola, 1 autoescola, 1 guixaire pintor, 1 fusteria i 2 lampisteries.
L'any 2000 a Villers-aux-Nœuds hi havia 15 explotacions agrícoles que ocupaven un total de 477 hectàrees.

## Poblacions més properes
El següent diagrama mostra les poblacions més properes.